# Katja Riemann

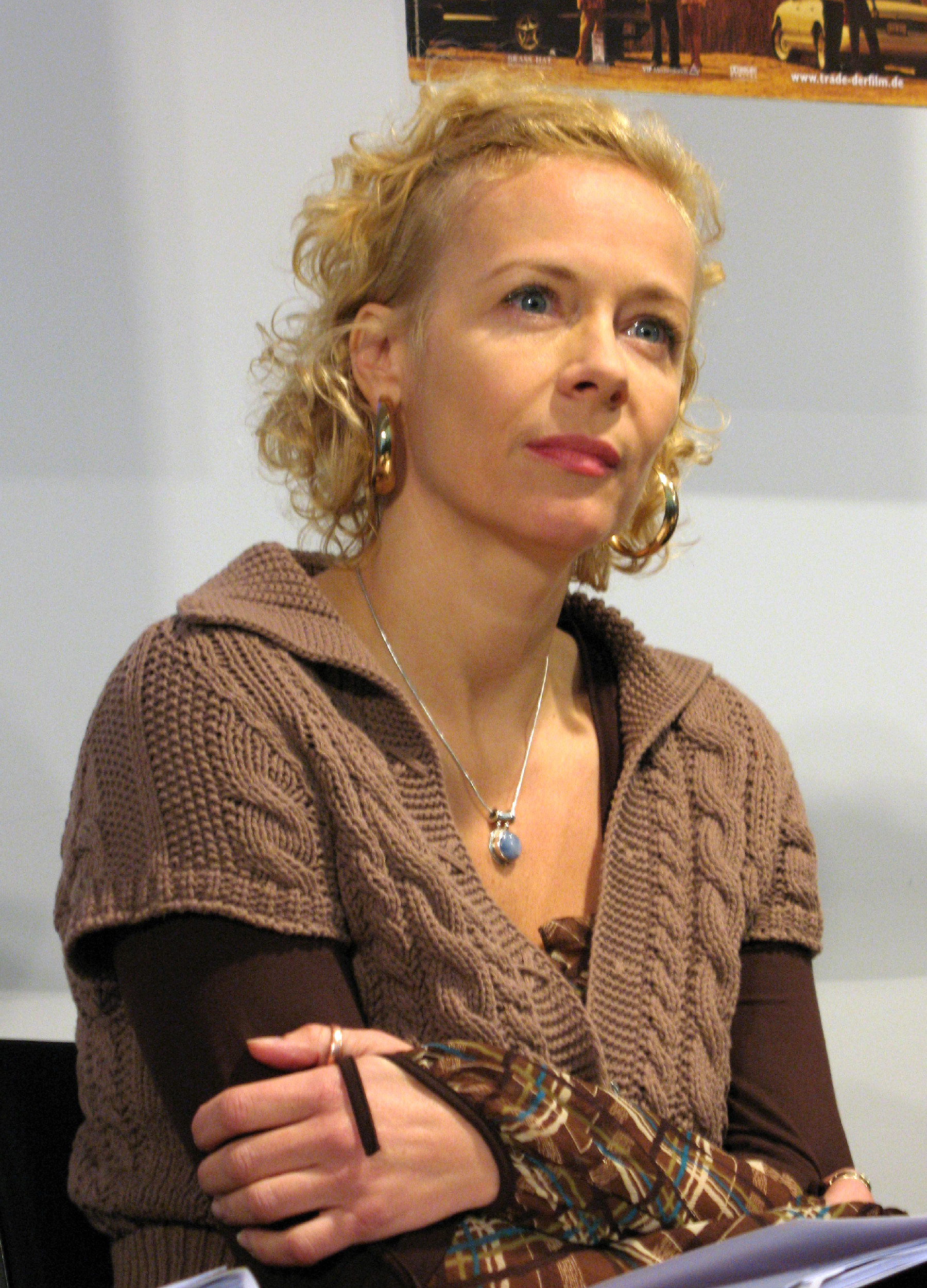
Katja Riemann la o conferinţă de presă cu ocazia premierei filmului german „Trade“

Katja Hannchen Leni Riemann (n. 1 noiembrie 1963, Weyhe, Republica Federală Germania, Germania) este o actriță, cântăreață și autoare de literatură germană pentru copii.

## Date biografice
Katja Riemann s-a născut într-o familie de învățători, având un frate și o soră. Copilăria și-o petrece în satul Kirchweyhe de lângă Bremen. Primii douăzeci de ani din viață îi petrece în Germania de Nord. După bacalaureat, va studia în anul 1983 în Hamburg un semestru muzica de dans, iar între anii 1984 - 1986 la facultatea de teatru și muzică la institutul Otto-Falckenberg-Schule din München. Deja ca studentă în semestrul trei va primi primul rol de film in Hannover, după care va fi actriță la teatrul din Castrop-Rauxel, iar la terminarea studiilor va juca teatru la ansamblul Münchner Kammerspiele. Între anii 1990 - 1998, Katja a trăit cu Peter Sattmann, au jucat împreună în mai multe filme și seriale TV și are cu el  o fiică (Paula Riemann). În prezent, Katja Riemann se află într-o relație cu sculptorul Raphael Alexander Beil. În decembrie 2006 a participat la câteva concerte ca și cântăreață cu muzicianul Johannes Heesters.

## Cărți publicate de Katja Riemann
- Der Name der Sonne, Bremen, 2005
- Die Einsamkeit des Mondes, Bremen, 2005
- Der Chor der Engel, Bremen, 2005

## Premii
- Premiul Bambi (2007)

## Scrieri despre Katja Riemann
- Katharina Blum: Katja Riemann, Mit Charme und Power, München, 1998